# Вестюрланд
Вестюрланд (на исландски Vesturland) е регион в Исландия.
Вестюрланд е един от осемте региона на Исландия, на пето място като площ. Намира се в западната част на страната. На североизток граничи с региона Вестфирдир, на изток с Нордюрланд Вестра, на югоизток – със Судурланд, на юг – с Хьовудборгаршвайдид. На запад опира до Атлантическия океан. Площта на целия регион е 9554 км². Населението възлиза на 15 601 д. (2008 г.).
Административният център на региона е град Боргарнес.